# Lynx (webbrowser)
Lynx is een webbrowser die enkel tekst kan weergeven. In bepaalde gevallen kan deze beperking een voordeel zijn.
Lynx is geschreven in C en werkt op meerdere platformen.
Het programma is opensource, de broncode wordt gepubliceerd onder de GNU-licentie GPL.

## Geschiedenis
Lynx is bedacht door de Distributed Computing Group binnen de afdeling Academic Computing Services aan de universiteit van Kansas door Lou Montulli, Charles Rezac en Michael Grobe. Tegenwoordig wordt het programma onderhouden door een groep onder leiding van Thomas Dickey.

### Het begin: lokaal gebruik middels een eigen formaat
Het computerprogramma werd aanvankelijk bedacht om binnen de universiteit campusbrede informatie te kunnen delen in de vorm van hypertext. De informatie moest worden aangeboden in een eigen formaat. Een korte tekst met één link moest bijvoorbeeld ongeveer zo gecodeerd worden:
```
LINK_DELIMITER = <
END_LINK_DELIMITER = >
OWNER = Voorbeeld
OWNER_ADDRESS = voorbeeld@example.com
OWNER_INFO = Voorbeeld
PATH = examples/
Dit is een voorbeeld van een Lynx-hypertext,
<link/naar/doc.txt> 
zo maak je dus een hyperlink.

```

## Internet-ondersteuning
Inmiddels werd Gopher populair, dat werkte over het hele Internet met een eigen protocol en documentformaat.
In 1992 ging Lynx dit ook ondersteunen.
In juli 1993 werd ondersteuning toegevoegd voor het World Wide Web, dat wil zeggen, het HTTP-protocol en het HTML-documentformaat.
Daarin zou het bovenstaande voorbeeld ongeveer zo opgeschreven moeten worden:
```
<html>
<head>
      <title>Voorbeeld</title>
</head>
<body>
<base href="examples/" />
Dit is een voorbeeld van een Lynx-hypertext,
<a href="link/naar/doc.txt">Link</a> 
zo maak je dus een hyperlink.
</body>
</html>

```

Als tekstuele webbrowser (kortweg: tekstbrowser) werd Lynx populair. Een pagina met alleen tekst ziet er saaier uit, maar laadt erg snel. Internetverbindingen waren vaak nog te traag om pagina's met plaatjes binnen redelijke tijd te kunnen laden.
Erg geavanceerd werd de HTML-ondersteuning van Lynx nooit; tabellen worden bijvoorbeeld niet goed weergegeven.

### Multiplatform-ondersteuning
Lynx was voor Unix ontwikkeld; later werd ondersteuning toegevoegd voor onder andere DOS en VMS.
De doorontwikkeling kwam in handen van een wisselende groep vrijwilligers.

## Werking en beperkingen
Navigeren in Lynx gebeurt met het toetsenbord; zo is 'G' het commando 'Go' en dient de Tab-toets om naar de volgende hyperlink in de pagina te springen.
Als tekstbrowser kan Lynx geen afbeeldingen of andere niet-tekstuele elementen tonen.
Bovendien wordt de muis niet ondersteund, JavaScript en CSS ook niet, worden tabellen en frames niet heel praktisch weergegeven (wat in andere tekstbrowsers beter is), en worden allerlei latere HTML-uitbreidingen helemaal niet ondersteund.
Het gevolg is dat veel webpagina's, die op zulke uitbreidingen leunen, totaal onbruikbaar zijn.
Lynx deelt in de voordelen van tekstbrowsers: het laadt pagina's snel, is met het toetsenbord snel te bedienen, en de spartaanse weergave op pagina's die het biedt kan een voordeel zijn bij gebruik van tekst-naar-spraaksoftware, wat belangrijk is voor blinden en slechtzienden.